# سوزان كاشيل
سوزان كاشيل (بالإنجليزية: Susan Cachel)‏ هي عالمة الأنثروبولوجيا الأمريكية، وعلم حفريات وباحثة متخصصة في تطور الرئيسيات، بما في ذلك البشر. في عام 2009 سميت زميلة في الرابطة الأمريكية لتقدم العلوم تكريما لعملها في تطور الرئيسيات. وهي مؤلفة كتاب Primate and Human Evolution، الذي نشرته مطبعة جامعة كامبريدج في عام 2006.